# PAMELA
PAMELA (скорочення від англ. Payload for Antimatter Matter Exploration and Light-nuclei Astrophysics, корисне навантаження для дослідження речовини антиматерії та астрофізики легких ядер) — модуль дослідження космічних променів, прикріплений до навколоземного супутника «Ресурс-ДК1». PAMELA був запущений 15 червня 2006 року і став першим супутниковим експериментом, присвяченим виявленню космічних променів, з особливим акцентом на тій їх частині, що складається з антиматерії — позитронів і антипротонів. Інші цілі експерименту включали довгостроковий моніторинг сонячної модуляції космічних променів, вимірювання енергетичних частинок від Сонця, електронів від Юпітера та частинок високих енергій в магнітосфері Землі. Також сподівалися, що він зможе виявити докази анігіляції темної матерії. Робота PAMELA була припинена в 2016 році, як і робота супутника «Ресурс-ДК1». Експеримент був експериментом CERN (RE2B).

## Розробка та запуск
PAMELA була найбільшим на той час пристроєм, створеним коллаборацією Wizard, яка включала Росію, Італію, Німеччину та Швецію і вже брала участь у багатьох дослідженнях космічних променів за допомогою супутників і повітряних култ, зокрема Fermi-GLAST.
Спочатку передбачалося, що місія триватиме 3 роки, однак апарат залишався в робочому стані протягом 10 років, продовжуючи збирати дані. Апарат коштував розробникам 32 млн доларів США.
PAMELA встановлена на зверненій вгору стороні російського супутника «Ресурс-ДК1». Супутник був запущений ракетою «Союз» з космодрому Байконур 15 червня 2006 року і вийшов на полярну еліптичну орбіту на висоті від 350 до 610 км з кутом нахилу 70°.

## Дизайн
Апарат має висоту 1,3 м, загальну масу 470 кг і споживає потужність 335 Вт. Основним елементом приладу є спектрометр з постійними магнітами з кремнієвим мікросмужковим трекером. В його нижній частині знаходиться кремнієво-вольфрамовий калориметр, детектор нейтронів і сцинтилятор для розрізнення лептонів та адронів. Детектор з трьох шарів пластикових сцинтиляторів використовується для вимірювання швидкості та заряду частинки. Система сцинтиляторів, що оточують апарат, використовується для відхилення хибно позитивних результатів під час автономного аналізу.

## Результати
Попередні дані, опубліковані в серпні 2008 року, вказували на надлишок позитронів у діапазоні 10–60 ГеВ. Вважається, що це можлива ознака анігіляції темної матерії: гіпотетичні WIMP можуть стикатися та анігілювати, утворюючи гамма-промені, частинки матерії та антиматерії. Іншим поясненням цього надлишку може бути утворення електрон-позитронних пар на пульсарах з подальшим прискоренням поблизу пульсара.
Дані за перші два роки були опубліковані в жовтні 2008 року в трьох статтях. Позитронний надлишок був підтверджений і зберігавсяся до енергій 90 ГеВ. Якце не дивно, надлишку антипротонів виявлено не було. Це не узгоджується з передбаченнями більшості моделей джерел темної матерії, в яких надлишки позитронів і антипротонів скорельовані.
Стаття, опублікована 2011 року, підтвердила попередні припущення про те, що пояс Ван Аллена може стримувати значний потік антипротонів, утворених взаємодією верхньої атмосфери Землі з космічними променями. Енергія антипротонів була виміряна в діапазоні 60-750 МеВ. Космічні промені, стикаючись з атомами у верхній атмосфері, створюють антинейтрони, які, у свою чергу, розпадаються, утворюючи антипротони. Вони були виявлені в найближчій до Землі частині поясу Ван Аллена. Коли антипротон взаємодіє з нормальною частинкою, обидва анігілюють. Дані PAMELA показали, що ці події анігіляції відбувалися в тисячу разів частіше, ніж можна було б очікувати за відсутності антиматерії. Дані, які свідчили про антиматерію, були зібрані в період з липня 2006 року по грудень 2008 року.
В липні 2014 року були опубліковані вимірювання потоку бору та вуглецю, важливі для пояснення трендів у частці позитронів в космічному випромінюванні.
Підсумковий документ про роботу PAMELA був опублікований у 2017 році.